# Devon Bostick
Devon Kenneth Thomas Bostick (* 13. listopadu 1991 Toronto, Ontario, Kanada) je kanadský herec. Nejvíce se proslavil rolemi ve filmech Obdiv, Saw 4 a Deník malého poseroutky. Hrál také v seriálu The 100 stanice The CW.

## Životopis
Narodil se v Torontu v Ontariu, v Kanadě. Je synem Stephanie Gorin a Joea Bosticka. Jeho prarodiče jsou imigranti z Anglie a jeho otec má norské předky. Začal hrát v páté třídě základní školy. Odmaturoval na Etobicoke School of the Arts v Torontu.

## Kariéra
Získal role v seriálech jako Degrassi: The Next Generation, Flashpoint. Ve filmu Obdiv hraje Simona, kluka, kterého vychoval jeho strýc (hraje Scott Speedman) poté, co jeho rodiče zemřou. V roce 2007 se měl objevit ve filmu Saw 4, ale jeho scéna byla vystřižena. Vynahradil si to v roce 2009, kdy se objevil v pokračování filmu Saw 6. V roce 2010 získal roli Rodricka Heffleyho ve filmu Deník slabocha. Roli si poté zopakovala s pokračováním filmu Deník malého poseroutky 2 (2011) a Deník malého poseroutky 3 (2012). V roce 2012 získal hlavní roli v kanadském filmu Smrt před svítáním.
V roce 2013 byl obsazen do role Jaspera Jordana v seriálu americké stanice The CW The 100, kde hrál až do roku 2017.
V roce 2017 byl obsazen ve filmu od společnosti Netflix jménem Okja, v němž získal roli vedlejší postavy, vegana a extremisty Silver.
V roce 2020 ztvárnil ve filmu Vzkaz na zdi záchodků Joaquina. Dále hrál ve filmech Pink Skies Ahead, Being Charlie nebo Tuscaloosa.

## Filmografie

### Film
| Rok  | Název                          | Role                     | Poznámky         |
| ---- | ------------------------------ | ------------------------ | ---------------- |
| 2003 | The Truth About the Head       | Kluk                     |                  |
| 2004 | Godsend                        | Zachary Clark Wells      |                  |
| 2005 | Země mrtvých                   | Brian                    |                  |
| 2006 | Občan Duane                    | Maurie Balfour           |                  |
| 2006 | Král smutku                    | Muž                      |                  |
| 2006 | Prci, prci, prcičky: Nahá míle | Středoškolský student    |                  |
| 2006 | Aruba                          | Mark                     |                  |
| 2007 | Básník války                   | Ochránce                 |                  |
| 2007 | Fugiive Pieces                 | Ben – teenager           |                  |
| 2007 | Tvář anděla                    | Mladý Marvin             |                  |
| 2007 | Saw 4                          | Derek                    | vystřižená scéna |
| 2008 | Obdiv                          | Simon                    |                  |
| 2008 | The Dreaming                   | Kluk                     |                  |
| 2009 | Survival of the Dead           | Kluk                     |                  |
| 2009 | Saw 6                          | Brent                    |                  |
| 2009 | Assassin's Creed: Lineage      | Ezio Auditore da Firenze | krátký film      |
| 2010 | Deník slabocha                 | Rodrick Heffley          |                  |
| 2010 | Verona                         | Christopher              | krátký film      |
| 2011 | Deník malého poseroutky 2      | Rodrick Heffley          |                  |
| 2011 | Donucen k zločinu              | Dean Taylor              |                  |
| 2011 | Hidden 3D                      | Lucas                    |                  |
| 2011 | Sacrifice                      | Mike                     |                  |
| 2012 | Deník malého poseroutky 3      | Rodrick Heffley          |                  |
| 2012 | Smrt před svítáním             | Casper Galloway          |                  |
| 2012 | Únik z džungle                 | Renaldo                  |                  |
| 2013 | The Art of the Steal           | Ponch                    |                  |
| 2014 | Small Time                     | Freddy Klein             |                  |
| 2015 | Regression                     | Roy Gray                 |                  |
| 2015 | Being Charlie                  | Adam                     |                  |
| 2017 | Okja                           | Silver                   |                  |
| 2020 | Words on Bathroom Walls        | Joaquin                  |                  |
| 2023 | Oppenheimer                    | Seth Neddermeyer         |                  |

### Televize
| Rok       | Název                                  | Role                 | Poznámky                          |
| --------- | -------------------------------------- | -------------------- | --------------------------------- |
| 1998      | Dobrodružná kriminalistika             | Syn                  | díl: „The Gun Men“                |
| 2001-02   | Odyssey 5                              | Joey Grossman        | 2 díly                            |
| 2003      | 11. září 2001: Čas krize               | Syn hasiče           | TV film                           |
| 2003      | Jake 2.0                               | Malý kluk            | díl: „The Tech“                   |
| 2004      | Pohřešovaní                            | Zack                 | díl: „Vzkříšení“                  |
| 2004      | Hustle                                 | Dítě                 | TV film                           |
| 2005      | Jezdci z jižního Bronxu                | Darren               | TV film                           |
| 2006-07   | Degrassi: The Next Generation          | Nic                  | 3 díly                            |
| 2007      | Stump                                  | Ryan                 | TV film                           |
| 2007      | Narušený život                         | Malý Bobby           | TV film                           |
| 2007      | The Altar Boy Gang                     | Terry                |                                   |
| 2008      | Roxy Hunter and the Horrific Halloween | Drew                 | TV film                           |
| 2008      | Princezna                              | Starší kluk          | TV film                           |
| 2009      | The Good Germany                       | Dale Mackay          | TV film                           |
| 2009      | Guns                                   | Kluk                 | TV film                           |
| 2009      | Assasin's Creed: Linegae               | Ezio Auditore (hlas) | 3 díly                            |
| 2009      | Hranice                                | Ali Jabir            | díl: „Broken“                     |
| 2009      | Být Erikou                             | Leo Strange          | 13 dílů                           |
| 2010      | Policejní bažanti                      | Martin Bentz         | díl: „První den“                  |
| 2010      | Flashpoint                             | Paul Wilder          | díl: „Bezpodmínečná láska“        |
| 2010      | Městečko Heaven                        | Jimmy                | díl: „Zlomky a náznaky“           |
| 2011      | She's the Mayor                        | Doktor Jimmy         | díl: „Heart and Hope“             |
| 2011      | The Listener                           | Bennie               | díl: „Jericho“                    |
| 2013      | Aim High                               | Marcus Anderson      | internetový seriál, 10 dílů       |
| 2013      | Mezi životem a smrtí                   | Benjamin Decada      | díl: „Forks Over Knives“          |
| 2014–2017 | The 100                                | Jasper Jordan        | hlavní role (1.–4. řada), 56 dílů |
| 2019      | I Am the Night                         | Tommy                | hlavní role                       |

### Hudební video
| Rok  | Název                   | Umělec    |
| ---- | ----------------------- | --------- |
| 2015 | „Til It Happens to You“ | Lady Gaga |

## Ocenění a nominace
| Rok  | Ocenění             | Kategorie                                                        | Nominovaný za             | Výsledek  |
| ---- | ------------------- | ---------------------------------------------------------------- | ------------------------- | --------- |
| 2008 | Young Artist Awards | nejlepší herec v hlavní roli v TV filmu, minisérii nebo speciálu | The Altar Boy Gang        | nominace  |
| 2010 | Young Artist Awards | nejlepší filmový herec                                           | Obdiv                     | nominace  |
| 2010 | Young Artist Awards | nejlepší seriálový herec ve vedlejší roli (14 let a víc)         | Být Erikou                | nominace  |
| 2011 | Young Artist Awards | nejlepší filmové obsazení                                        | Deník slabocha            | vítězství |
| 2013 | Young Artist Awards | nejlepší filmové obsazení                                        | Deník malého poseroutky 3 | vítězství |